# Финляндия на «Евровидении-1964»
Финляндия в конкурсе песни Евровидение 1964, проходившем 21 марта в Копенгагене, была представлена певцом Лассе Мортенсоном, исполнившим песню «Laiskotellen».

## Национальный финал
В Финальном конкурсе национального отбора, прошедшем 15 февраля 1964 года в студии телекомпании YLE в Хельсинки, приняло участие шесть исполнителей. Победителя выбрало жюри, состоящее из 10 человек и экспертов.
| Порядок | Исполнитель     | Песня               | Очки | Место |
| ------- | --------------- | ------------------- | ---- | ----- |
| 1       | Кай Линд        | Satelliitti kahdele | 235  | 2     |
| 2       | Ирмели Мякеля   | Kerran viel         | 120  | 3     |
| 3       | Лассе Мортенсон | Laiskotellen        | 403  | 1     |
| 4       | Хейкки Аарва    | Toisen kerran       | 13   | 6     |
| 5       | Пиркко Маннола  | Bzzz bzzz bzzz      | 108  | 4     |
| 6       | Тайсто Тамми    | Rakkauden rikkaus   | 21   | 5     |

## На конкурсе
На конкурсе Евровидение, проходившем 21 марта в Копенгагене, песня «Laiskotellen» набрала 9 баллов (по 3 балла — от Дании, Норвегии и Великобритании) и заняла 7 место (из 16). Финляндия отдала 5 баллов участнику из Италии.